# Pajares de los Oteros
Pajares de los Oteros és un municipi de la província de Lleó a la comunitat autònoma de Castella i Lleó. Forma part de la comarca d'Esla-Campos.

## Nuclis de població
- Fuentes de los Oteros
- Morilla de los Oteros
- Pobladura de los Oteros
- Quintanilla de os Oteros
- Valdesaz de los Oteros
- Velilla de los Oteros

## Demografia
| 1991 |  | 1996 |  | 2001 |  | 2004 |
| ---- |  | ---- |  | ---- |  | ---- |
| 473  |  | 403  |  | 336  |  | 376  |